# The Face of Fear
The Face of Fear is het elfde studioalbum van de Deense thrashmetalband Artillery. Het werd op 16 november 2018 uitgebracht door Metal Blade Records.

## Het album
Het vorige album, Penalty by Perception, was al vrij melodieus voor een thrashmetalband met powermetalinvloeden. Dit album is nog toegankelijker en het tweede bonusnummer op het digipack Dr. Evil, het laatste nummer, zou op een album van Helloween passen en klinkt commercieel, wat niets afdoet aan het nummer dat een heropname uit 2013 is. De andere nummers passen goed in het overige repertoire van Artillery, ook klinken veel van deze nummers wat toegankelijker dan op voorgaande albums.
Zonder de bonusnummers is het album bijna 36 minuten zodat het ook op elpee past. Het album is het derde met zanger Michael Bastholm Dahl, de band bestaat al vanaf 1982. Het verscheen op elpee (vinyl, zonder bonusnummers), compact disc, digipack (met bonusnummers) en digitale download (met bonusnummers).
Artillery begon in november 2018 met diverse optredens (de albumtoer), die begin 2020 eindigde.

## Muziek
| Nr. | Titel                                                           | Duur |
| --- | --------------------------------------------------------------- | ---- |
| 1.  | The Face of Fear                                                | 3:58 |
| 2.  | Crossroads to Conspiracy                                        | 4:25 |
| 3.  | New Rage                                                        | 4:02 |
| 4.  | Sworn Utopia                                                    | 3:57 |
| 5.  | Through the Ages of Atrocity                                    | 5:01 |
| 6.  | Thirst for the Worst                                            | 4:19 |
| 7.  | Pain                                                            | 4:12 |
| 8.  | Under Water                                                     | 2:08 |
| 9.  | Preaching to the Converted                                      | 3:59 |
| 10. | Mind of no Return (heropname, oorspronkelijk 1985, bonusnummer) | 4:46 |
| 11. | Dr. Evil (heropname, oorspronkelijk 2013, bonusnummer)          | 4:55 |

## Muzikanten
- Michael Bastholm Dahl – zanger
- Michael Stützer – gitarist
- Morten Stützer – gitarist
- Peter Thorslund – basgitarist
- Josua Madsen – drummer en percussionist

Alle bandleden met instrument dragen bij aan de achtergrondzang op het album.